# 燒豬
燒豬是廣東傳統食品的一種。製法與另一廣東燒味燒乳豬基本一樣，不同的是採用已成長的豬，而非乳豬來燒烤。燒豬以肋骨部最為肥美可口。燒豬的其他多骨部份如頭、肘等可以用作淆湯或煮粥等。
廣東燒味可以分為燒肉及燒腩，燒肉是用原隻生豬燒製而成，再斬件而成；燒腩是指燒大豬的五花腩部份，會把腩肉本身附着的肋骨起出，吃時只有脆皮、嫩肉和肥膏，吃得方便。作為再度烹調的食材則稱為火腩（例如「冬瓜炆火腩」）。
燒肉以皮脆肉嫩為上品。燒豬可以重十到二十公斤，燒肉無論是脂肪及肉均較多而厚。而燒乳豬一般只重五至六公斤，除了一層脆皮以外，只有很少的脂肪和肉，而且骨軟可吃。燒乳豬的每斤價格亦比燒肉高很多；多數售賣燒味的店舖平常都會有燒肉出售，但乳豬卻不一定經常供應，通常需事先預訂。

## 製法
燒豬一般的製法是把豬宰殺後在腹部剖開，放入特製燒烤叉撐開，然後澆上熱水令豬皮收縮。燒烤可以是逐隻放在火上烤，亦可掛入烤爐烤成。燒烤時要在豬皮上刺上小洞，讓皮下的油流出。亦可以用猛火燒烤，其間在豬皮塗上油，令豬皮成充滿氣泡，酥脆的金黃色。

## 名稱
當此種廣東燒味烤豬肉作為斬件切塊為菜式時，被稱為“燒肉”；而不切開或切半用於用於特殊的家庭事務、開業慶典，或作為儀式上的祭品（例如祭祖）時，此種廣東燒味被稱為“烤全豬”。

## 流行地區

### 華南

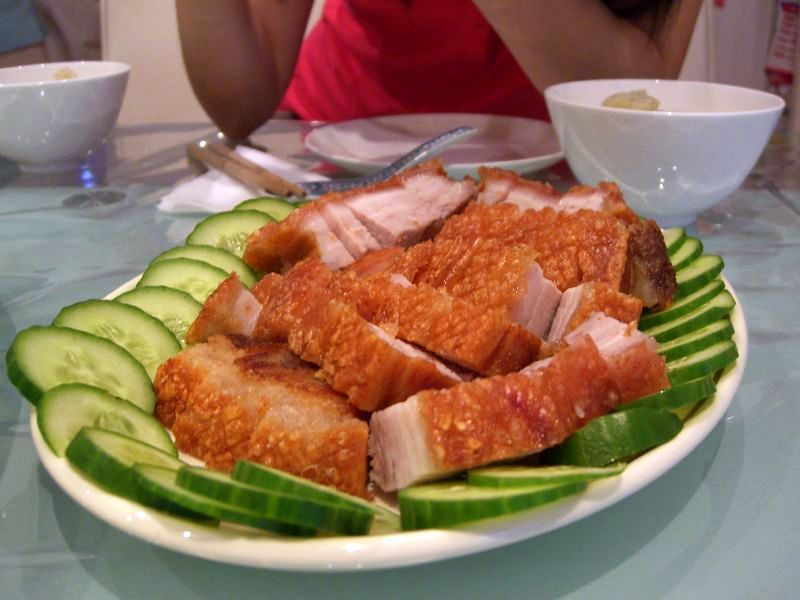
另一道燒豬的菜品

華南烹飪風格在中國大陸岭南地区和香港地區幾乎相同。有時，整隻豬會被購買，用於特殊的家庭事務、開業慶典，或作為儀式上的祭品。例如，在香港的娛樂業中，有一個傳統是為慶祝電影首映而向玉皇大帝獻上一或多隻整隻烤豬；豬被獻祭以避免影評家的負面評論，作為祈求電影成功的回報。為了使這道菜看起來更吸引人，常常在烤豬上放上圓形的鳳梨片和糖漬櫻桃做為眼睛。烤豬通常用紅色包裝紙和紅盒子呈現，以求好運。

### 海外唐人街
在許多海外的唐人街，由於中國以外的大多數移民來自南方，因此餐廳提供的烹飪風格幾乎與中國南方相同。

## 图集

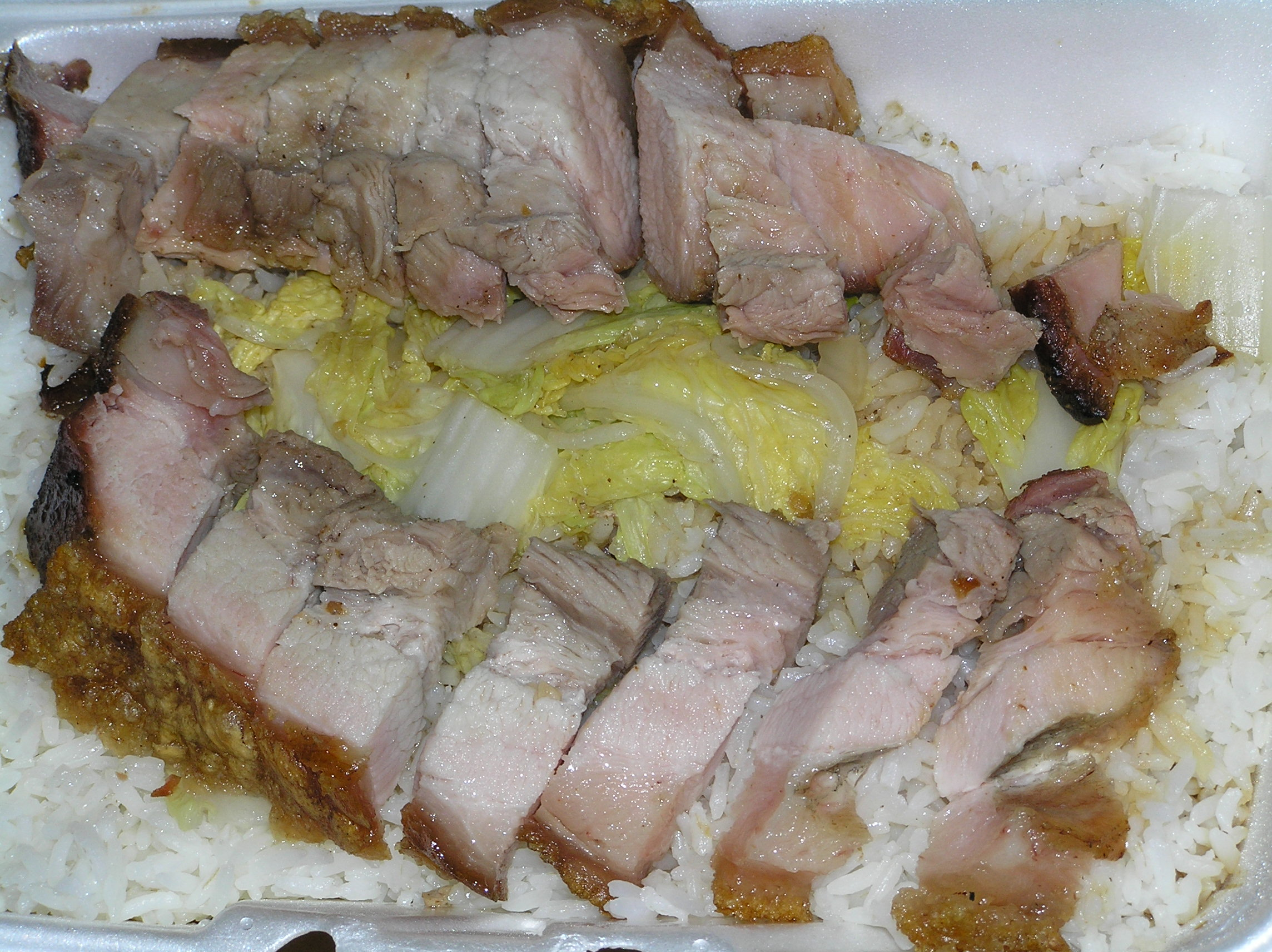
燒肉飯
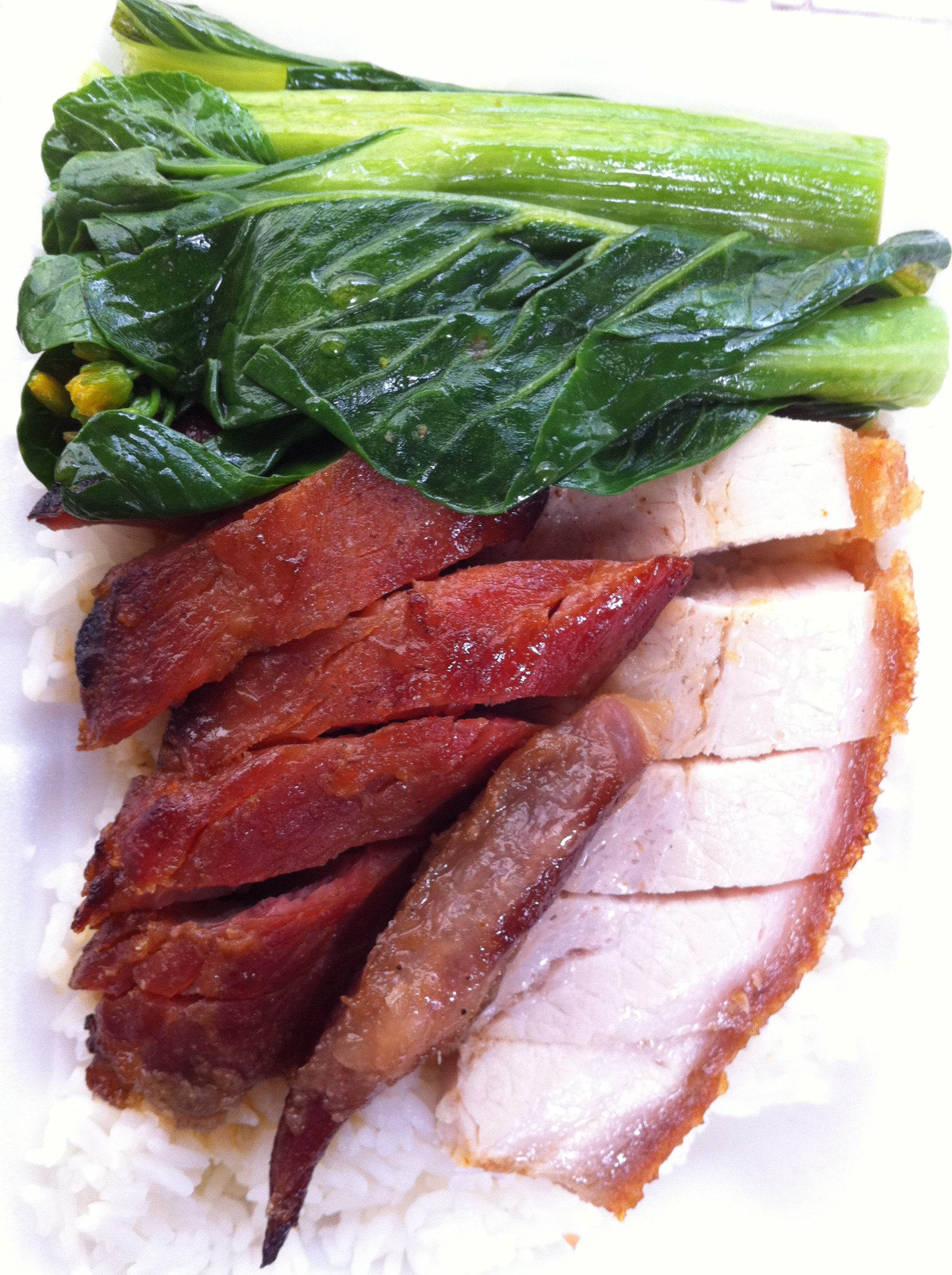
烧肉拼叉烧
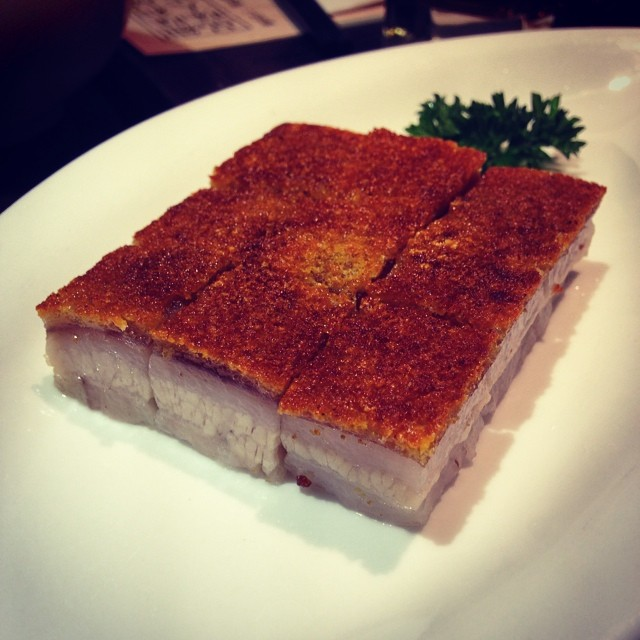
燒腩仔